# Tabeak Blau
Tabeak Blau is een bestuurslaag in het regentschap Lebong van de provincie Bengkulu, Indonesië. Tabeak Blau telt 967 inwoners (volkstelling 2010).